# A Question of Lust
«A Question of Lust» és el setzè senzill de Depeche Mode i segon de l'àlbum Black Celebration. Fou publicat el 14 d'abril de 1986.
Aquest fou el segon senzill de la banda en el qual Martin Gore era el cantant, després de "Somebody". La cara-B fou la cançó "Christmas Island", en referència a l'illa australiana del mateix nom, composta per Gore i Alan Wilder.
La lletra és força senzilla i tracta sobre una relació de parella explicant els sentiments que involucra estar veritablement compromès a l'altra persona, el desig, la confiança, la por a la pèrdua, la dependència i la destrucció de la parella. És una dedicatòria a l'amor incondicional en la qual es declara tot el que sempre s'ha de dir a la persona estimada, inclús en els moments que no s'està al seu costat. La música conté una forta percussió acústica però sense perdre la notació d'una balada típica. El conjunt forma una peça trista però cadenciosa, emotiva però directa com les relacions humanes, alternant els sentiments més desconsoladors amb la luxúria i el desig de quelcom millor.
En aquesta ocasió van tornar a comptar amb Clive Richardson per dirigir el videoclip del senzill, però també va ser el darrer que va realitzar per la banda. Aquest va mostrar una imatge més adulta del grup en contraposició del divertiment juvenil dels primers anys i la confrontació d'idees com a concepte visual. El videoclip fou inclòs en la compilació Some Great Videos (1985) però només la versió americana, i posteriorment fou inclòs en The Videos 86>98 (1998).
Ha sigut un tema molt recurrent en les gires mundials que ha realitzat Depeche Mode al llarg de la seva trajectòria, ja que ha estat inclòs en la majoria d'elles però amb canvis referents a la instrumentació. En canvi, "Christmas Island" només va aparèixer en Black Celebration Tour, gira en la qual actuava com a introducció dels concerts.

## Llista de cançons
7": Mute/7Bong11 (Regne Unit) i Sire 28697-7 (Estats Units)
1. "A Question of Lust" – 4:29
2. "Christmas Island" – 4:51

7": Sire/7-28697-DJ (Estats Units)
1. "A Question of Lust" [edit] – 4:11
2. "A Question of Lust" (Robert Margouleff Remix) – 3:50

12": Mute/12Bong11 (Regne Unit)
1. "A Question of Lust" – 4:29
2. "Christmas Island" (Extended) – 5:37
3. "People are People" (Directe) – 4:21
4. "It Doesn't Matter Two" (Instrumental) – 2:49
5. "A Question of Lust" (Minimal) – 6:46

12": Sire PRO-A-2504 (Estats Units)
1. "A Question of Lust" (Remix Edit) – 3:45
2. "A Question of Lust" (Versió LP) – 3:45

Casset: Mute/CBong11 (Regne Unit)
1. "A Question of Lust" Flood Mix) – 5:08
2. "Christmas Island" – 4:51
3. "If You Want" (Directe) – 5:16
4. "Shame" (Directe) – 4:13
5. "Blasphemous Rumours" (Directe) – 5:25

CD: Mute/CDBong11 (Regne Unit, 1991), Sire/Reprise 40317-2 (Estats Units, 1991) i Reprise CDBONG11/R278891D (Estats Units, 2004)
1. "A Question of Lust" – 4:29
2. "Christmas Island" – 4:51
3. "Christmas Island" (Extended) – 5:37
4. "People are People" (Directe) – 4:21
5. "It Doesn't Matter Two" (Instrumental) – 2:49
6. "A Question of Lust" (Minimal) – 6:46

- Totes les cançons foren compostes per Martin Gore excepte "Christmas Island" per Gore i Alan Wilder i "If You Want" per Wilder.
- Depeche Mode llançà el seu primer casset senzill per aquesta cançó.
- Directe enregistrat al concert de Basilea el 30 de novembre de 1984.